# Liste der US-amerikanischen Meister im Halbfliegengewicht (Boxen)
Diese Liste bietet eine Übersicht über alle US-amerikanischen Meister im Halbfliegengewicht:
- 1967: Benny Gerolaga
- 1968: Harlan Marbley
- 1969: Dennis Mince
- 1970: Elijah Cooper
- 1971: Gary Griffin
- 1972: Davey Lee Armstrong
- 1973: Alberto Sandoval
- 1974: Claudell Atkins
- 1975: Claudell Atkins
- 1976: Brett Summers
- 1977: Israel Acosta
- 1978: James Cullins
- 1979: Richard Sandoval
- 1980: Robert Shannon
- 1981: Jesse Benavides
- 1982: Mario Lesperance
- 1982: Bryan Jones
- 1983: Paul Gonzales
- 1984: James Harris II
- 1985: Brian Lonon
- 1986: Brian Lonon
- 1987: Brian Lonon
- 1988: Michael Carbajal
- 1989: Mark Johnson
- 1990: John Herrera
- 1991: Eric Griffin
- 1992: Bradley Martinez
- 1993: Albert Guardado
- 1994: Albert Guardado
- 1995: Pedro Pena
- 1996: Albert Guardado
- 1997: Gabriel Elizondo
- 1998: Ron Siler
- 1999: Brian Viloria
- 2000: Nonito Donaire
- 2001: Ron Siler
- 2002: Aaron Alafa
- 2003: Austreberto Juarez
- 2004: Austreberto Juarez
- 2005: Marco Rangel
- 2006: Luis Yanez
- 2007: Luis Yanez
- 2008: Louis Byrd
- 2009: Miguel Cartagena